# Croisilles (Pas-de-Calais)
Pour les articles homonymes, voir Croisilles.
Croisilles [kʁwazij]  est une commune française située dans le département du Pas-de-Calais en région Hauts-de-France. Ses habitants sont appelés les Croisillois. La commune est membre de la communauté de communes du Sud-Artois.
La commune est située dans le paysage régional des grands plateaux artésiens et cambrésiens tel que défini dans l’atlas de paysages de la région Nord-Pas-de-Calais.

## Géographie

### Localisation
Localisée dans le sud-est du département du Pas-de-Calais, Croisilles est une commune située, à vol d'oiseau, à 10 km au nord de la commune de Bapaume et à 12 km au sud-est de la commune d’Arras (chef-lieu d'arrondissement et préfecture du Pas-de-Calais).
Le territoire de la commune est limitrophe de ceux de sept communes.
Les communes limitrophes sont Saint-Martin-sur-Cojeul, Saint-Léger, Bullecourt, Écoust-Saint-Mein, Fontaine-lès-Croisilles, Héninel et Hénin-sur-Cojeul.

### Géologie et relief
La superficie de la commune est de 11,58 km2 ; son altitude varie de 64  à   114 m.

### Hydrographie
Le territoire de la commune est situé dans le bassin Artois-Picardie.
La commune est traversée par la rivière la Sensée, un cours d'eau naturel non navigable de 27,07 km, qui prend sa source dans la commune de Saint-Léger et se jette dans le canal du Nord au niveau de la commune d'Arleux.

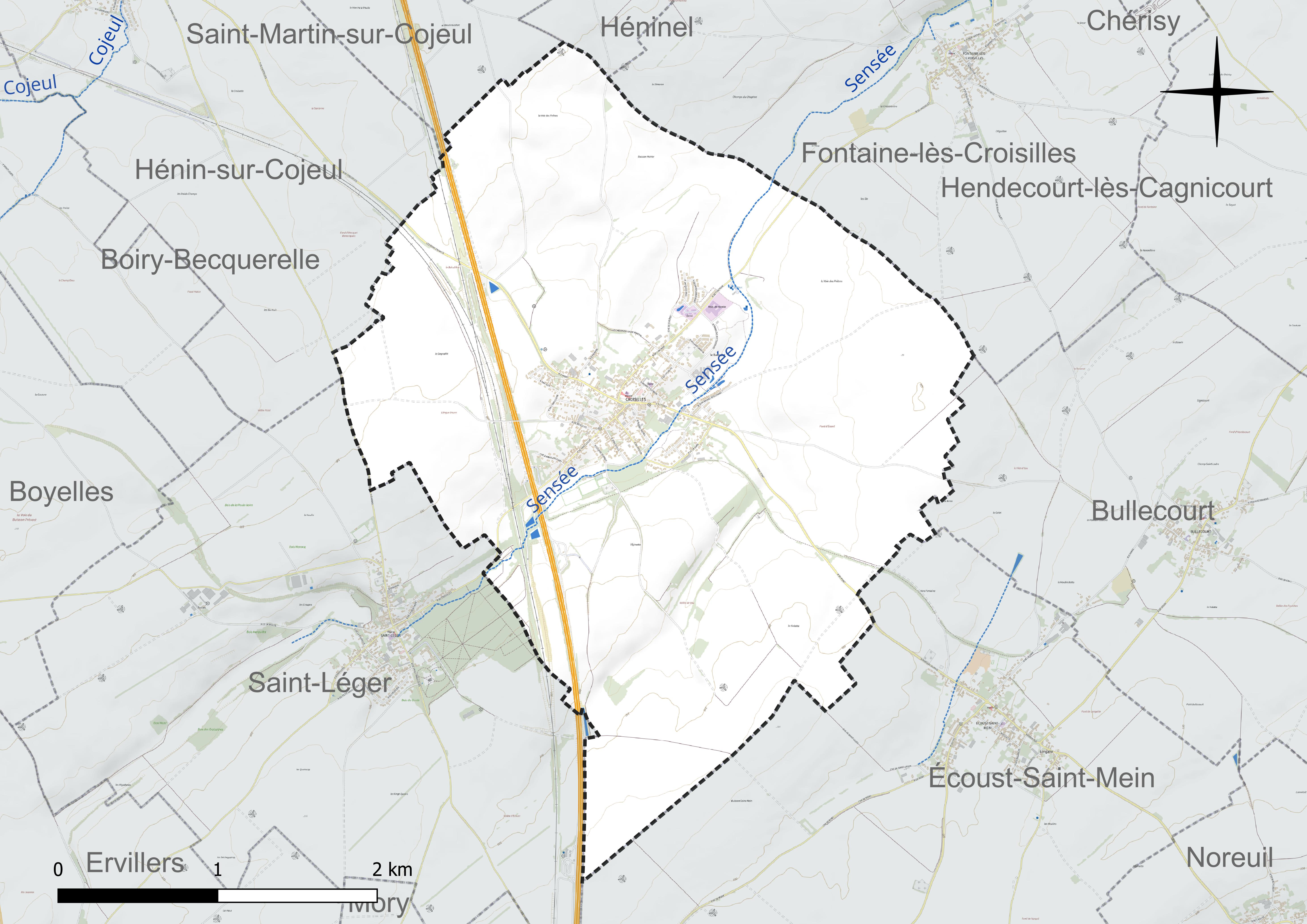
Réseau hydrographique de Croisilles.

### Climat
Pour des articles plus généraux, voir Climat des Hauts-de-France et Climat du Nord-Pas-de-Calais.
En 2010, le climat de la commune est de type climat océanique dégradé des plaines du Centre et du Nord, selon une étude du CNRS s'appuyant sur une série de données couvrant la période 1971-2000. En 2020, Météo-France publie une typologie des climats de la France métropolitaine dans laquelle la commune est exposée à un climat océanique et est dans la région climatique Nord-est du bassin Parisien, caractérisée par un ensoleillement médiocre, une pluviométrie moyenne régulièrement répartie au cours de l’année et un hiver froid (3 °C).
Pour la période 1971-2000, la température annuelle moyenne est de 10,2 °C, avec une amplitude thermique annuelle de 14,7 °C. Le cumul annuel moyen de précipitations est de 722 mm, avec 12,4 jours de précipitations en janvier et 8,9 jours en juillet. Pour la période 1991-2020, la température moyenne annuelle observée sur la station météorologique la plus proche, située sur la commune de Wancourt à 5 km à vol d'oiseau, est de 10,8 °C et le cumul annuel moyen de précipitations est de 711,4 mm,. Pour l'avenir, les paramètres climatiques de la commune estimés pour 2050 selon différents scénarios d'émission de gaz à effet de serre sont consultables sur un site dédié publié par Météo-France en novembre 2022.
| Mois                                  | jan.             | fév.             | mars          | avril         | mai             | juin           | jui.          | août          | sep.          | oct.          | nov.            | déc.             | année      |
| ------------------------------------- | ---------------- | ---------------- | ------------- | ------------- | --------------- | -------------- | ------------- | ------------- | ------------- | ------------- | --------------- | ---------------- | ---------- |
| Température minimale moyenne (°C)     | 1,3              | 1,4              | 3,4           | 5,1           | 8,4             | 11,2           | 13,1          | 13,1          | 10,7          | 7,9           | 4,4             | 1,9              | 6,8        |
| Température moyenne (°C)              | 3,8              | 4,3              | 7,2           | 10            | 13,3            | 16,2           | 18,4          | 18,4          | 15,4          | 11,5          | 7,2             | 4,3              | 10,8       |
| Température maximale moyenne (°C)     | 6,2              | 7,2              | 11            | 14,9          | 18,1            | 21,2           | 23,6          | 23,7          | 20,1          | 15,2          | 9,9             | 6,7              | 14,8       |
| Record de froid (°C) date du record   | −14,1 12.01.1987 | −13,3 07.02.1991 | −9,4 13.03.13 | −4,4 20.04.17 | −1,3 07.05.1997 | 2,3 05.06.1991 | 5,1 31.07.15  | 4,4 02.08.15  | 0,5 30.09.18  | −4 24.10.03   | −8,6 24.11.1998 | −12,8 29.12.1996 | −14,1 1987 |
| Record de chaleur (°C) date du record | 14,9 09.01.15    | 18,2 26.02.19    | 24,3 31.03.21 | 26,8 20.04.18 | 30,5 12.05.1998 | 34,4 18.06.22  | 41,7 25.07.19 | 37,6 06.08.03 | 34,6 15.09.20 | 29,3 01.10.11 | 19,9 07.11.15   | 16,1 07.12.00    | 41,7 2019  |
| Précipitations (mm)                   | 56,7             | 48,7             | 50,2          | 42,7          | 61              | 60,9           | 64,9          | 62,9          | 57,6          | 65,4          | 64              | 76,4             | 711,4      |

### Paysages
Pour un article plus général, voir Paysage en France.
La commune est située dans le paysage régional des grands plateaux artésiens et cambrésiens tel que défini dans l’atlas de paysages de la région Nord-Pas-de-Calais, conçu par la direction régionale de l'Environnement, de l'Aménagement et du Logement (DREAL),. Ce paysage régional, qui concerne 238 communes, est dominé par les « grandes cultures » de céréales et de betteraves industrielles qui représentent 70 % de la surface agricole utilisée (SAU).

### Milieux naturels et biodiversité

#### Espèces faunistiques et floristiques
Le site de l’Inventaire national du patrimoine naturel (INPN) recense 302 espèces faunistiques et floristiques sur le territoire de la commune dont 68 protégées et 30 menacées et quasi-menacées.

## Urbanisme

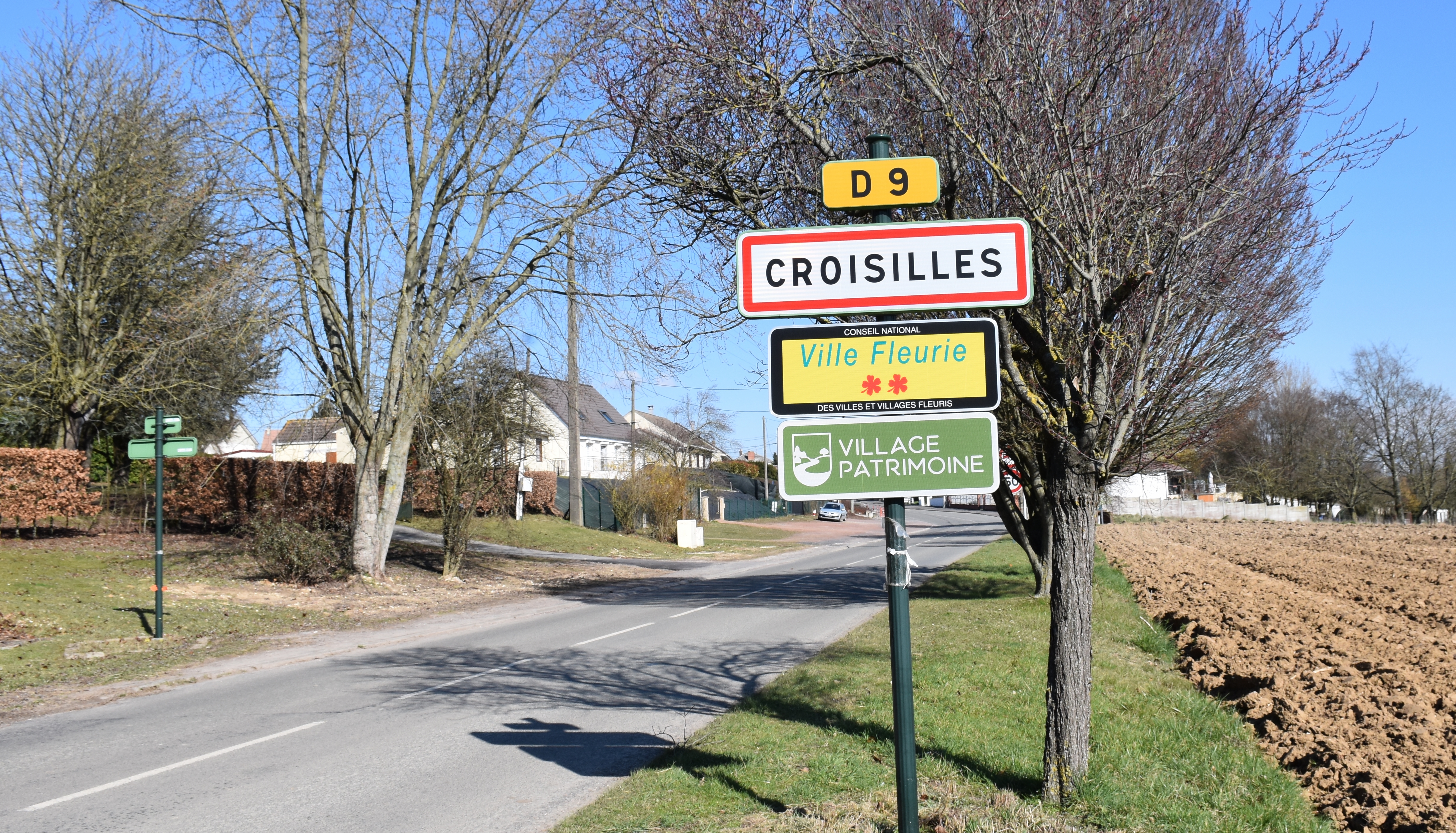
Une entrée du village.

### Typologie
Au 1er janvier 2024, Croisilles est catégorisée bourg rural, selon la nouvelle grille communale de densité à sept niveaux définie par l'Insee en 2022.
Elle est située hors unité urbaine. Par ailleurs la commune fait partie de l'aire d'attraction d'Arras, dont elle est une commune de la couronne,. Cette aire, qui regroupe 163 communes, est catégorisée dans les aires de 50 000 à moins de 200 000 habitants,.

### Occupation des sols
L'occupation des sols de la commune, telle qu'elle ressort de la base de données européenne d’occupation biophysique des sols Corine Land Cover (CLC), est marquée par l'importance des territoires agricoles (84,7 % en 2018), en diminution par rapport à 1990 (94,2 %). La répartition détaillée en 2018 est la suivante : 
terres arables (83,9 %), zones urbanisées (8,1 %), zones industrielles ou commerciales et réseaux de communication (7,1 %), prairies (0,8 %). L'évolution de l’occupation des sols de la commune et de ses infrastructures peut être observée sur les différentes représentations cartographiques du territoire : la carte de Cassini (XVIIIe siècle), la carte d'état-major (1820-1866) et les cartes ou photos aériennes de l'IGN pour la période actuelle (1950 à aujourd'hui).

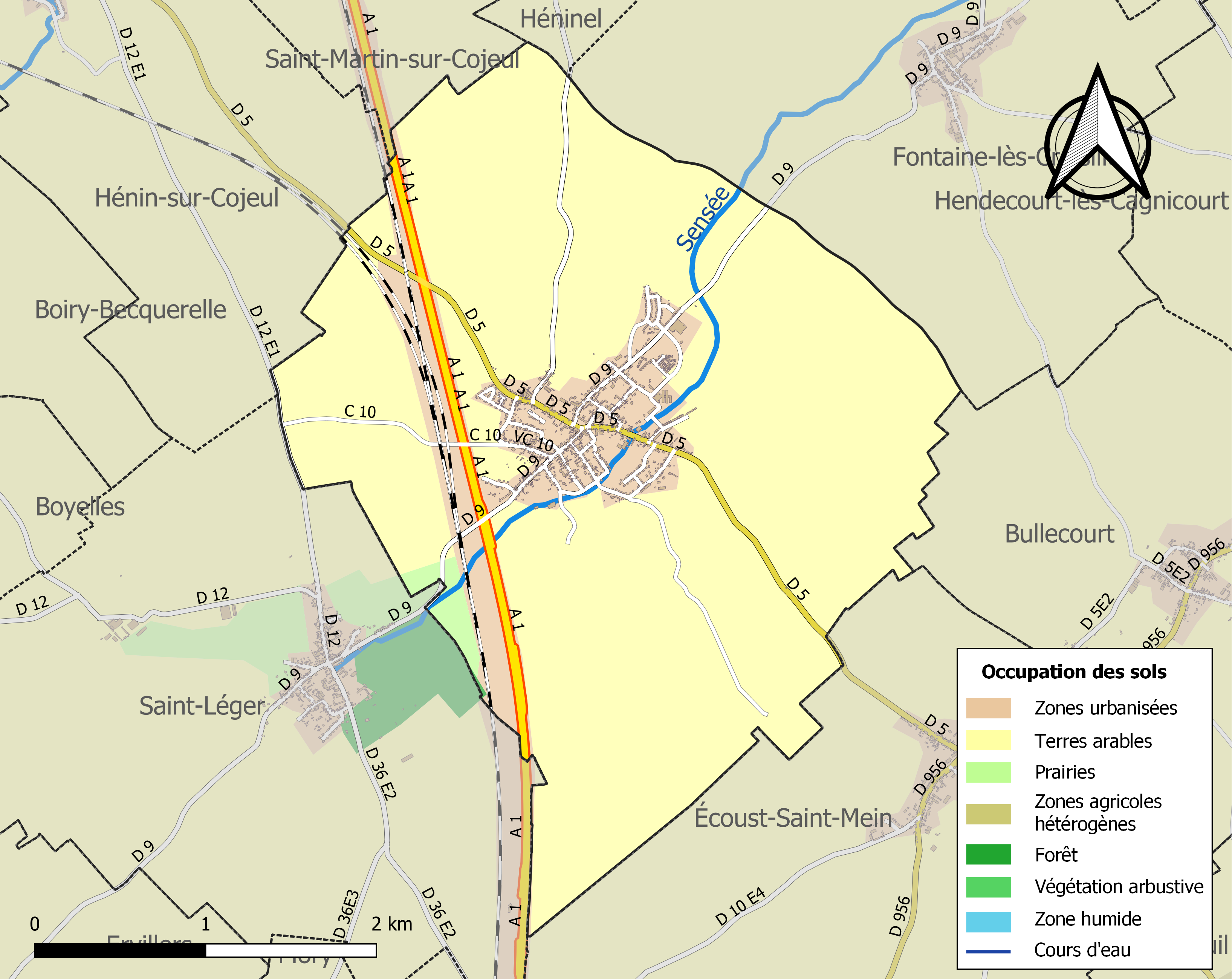
Carte des infrastructures et de l'occupation des sols de la commune en 2018 (CLC).

### Voies de communication et transports

#### Voies de communication
La commune est desservie par les routes départementales D 5 et D 9. Le territoire de la commune est traversé par l'autoroute A1 et par la LGV Nord.

#### Transports
La commune se trouve à 13 km, au sud-est, de la gare d'Arras, située sur la ligne de Paris-Nord à Lille, desservie par des TGV inOui et des trains régionaux du réseau TER Hauts-de-France.
De 1880 à 1969, la commune est desservie par une ancienne ligne de chemin de fer, la ligne de Boisleux à Marquion.

## Toponymie
Le nom de la localité est attesté sous les formes Croisilæ en 1142 ; Croisillæ en 1154-1159 ; Croisiles en 1171 ; Croziliæ (1190) ; Cruciculæ au XIIe siècle ; Croisilles en 1207 ; Crusilæ, Croissilles, Croizsil au XIIIe siècle ; Croizicles en 1301 ; Crusilles en 1308 ; Cruiseilles en 1322 ; Croseilles en 1381 ; Croisil en 1407 ; Croixilles en 1529 ; Croisilles en 1673 ; Croizilles en 1674, Croisille en 1793 et Croisilles depuis 1801.

## Histoire

### Carte de Cassini

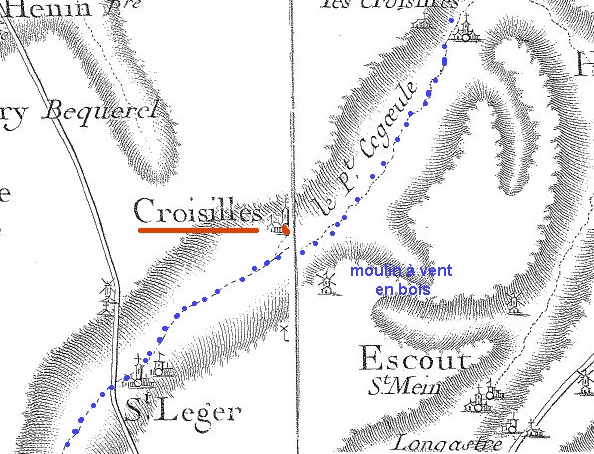
Carte de Cassini vers 1750.

La carte de Cassini ci-dessus montre qu'au milieu du XVIIIe siècle, Croisilles est une paroisse située sur le ruisseau Le Petit Cogoeule qui est appelé La Sensée de nos jours.
Au sud-est, un moulin à vent en bois aujourd'hui disparu était en activité à cette époque.

### Guerre franco-allemande de 1870
Croisilles est le théâtre d'opération de la bataille de Bapaume durant la guerre franco-allemande de 1870.

### Première Guerre mondiale
Lors de la Première Guerre mondiale, après la bataille des Frontières du 7 au 24 août 1914, devant les pertes subies, l'État-Major français décide de battre en retraite depuis la Belgique. Dès le 28 août, les Allemands s'emparent du village de Croisilles et poursuivent leur route vers l'ouest. Dès lors commença l'occupation allemande qui dura jusqu'au début de 1917. Des arrêtés de la kommandantur obligeaient, à date fixe, sous la responsabilité du maire et du conseil municipal, sous peine de sanctions, la population à fournir : blé, œufs, lait, viande, légumes, destinés à nourrir les soldats du front. Toutes les personnes valides devaient effectuer des travaux agricoles ou d'entretien.
En mars 1917, les Allemands décident de se retirer sur la ligne Hindenburg, ligne fortifiée située à seulement 1 km à l'est devant Bullecourt. Avant leur départ, le village est évacué de ses habitants et toutes les constructions (église, mairie, maisons) sont systhématiquement dynamitées, tous les arbres sont coupés, les puits pollués avec du fumier.
 
Les troupes britanniques prennent alors possessions des ruines du village le 2 avril 1917. Croisilles repassera aux mains des Allemands en mars 1918 lors de l'offensive du Kaiser jusqu'au 1er septembre 1918, date à laquelle le village sera définitivement repris par les troupes du Commonwealth après de violents combats, attestés par la présence de nombreux cimetières britanniques ou allemands dans le secteur
 
Après l'armistice, les habitants reviennent peu à peu au village. De 1 271 habitants en 1911, ce nombre tombera à 782 en 1921. Alors commence une longue période de reconstruction.
Vu les souffrances endurées par la population pendant les quatre années d'occupation et les dégâts aux constructions, la commune s'est vu décerner la croix de guerre 1914-1918 le 23 septembre 1920, distinction également attribuée à 276 autres communes du Pas-de-Calais.

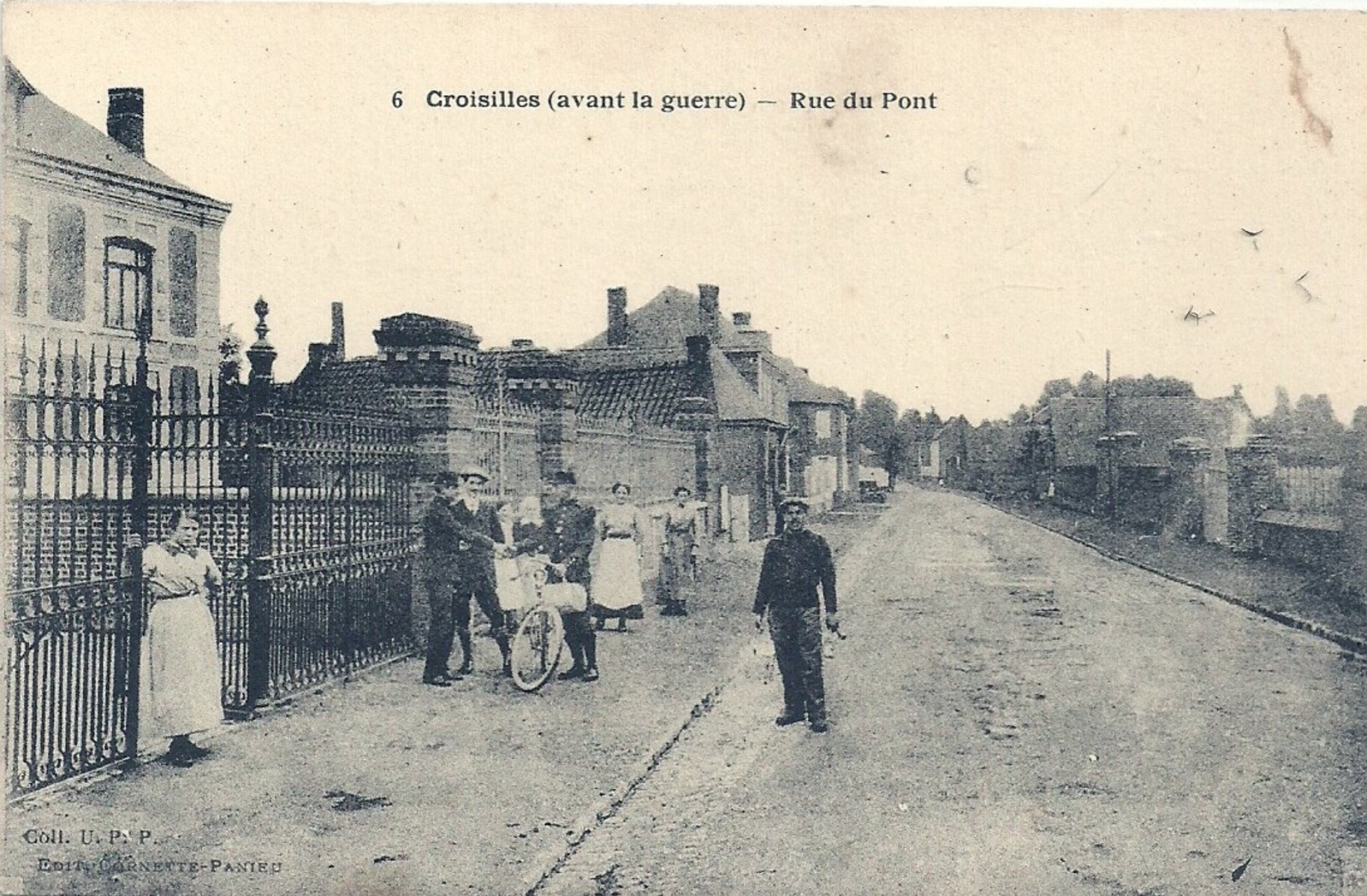
Le village avant 1914.
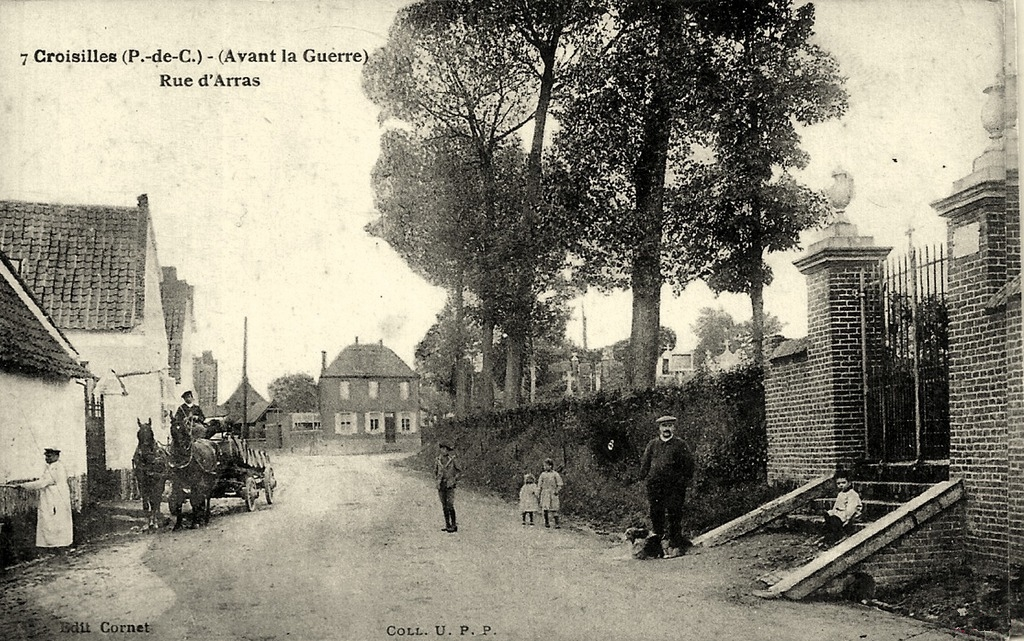
Le village avant 1914.
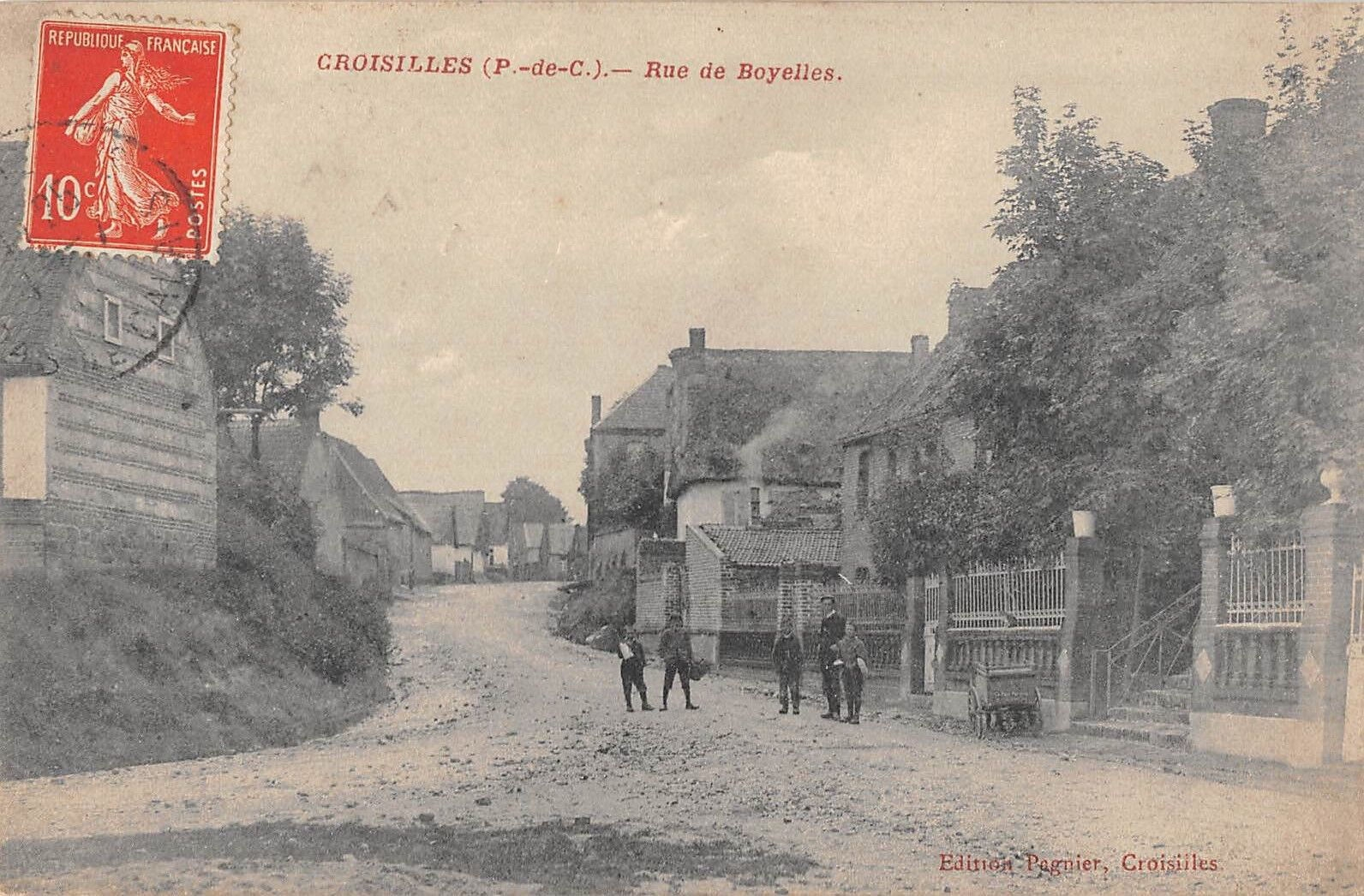
Le village avant 1914.
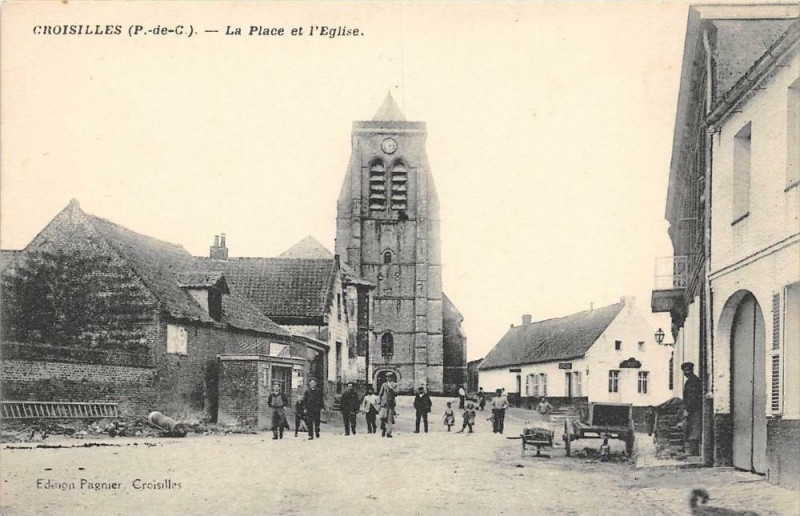
Le village avant 1914 : l'église.
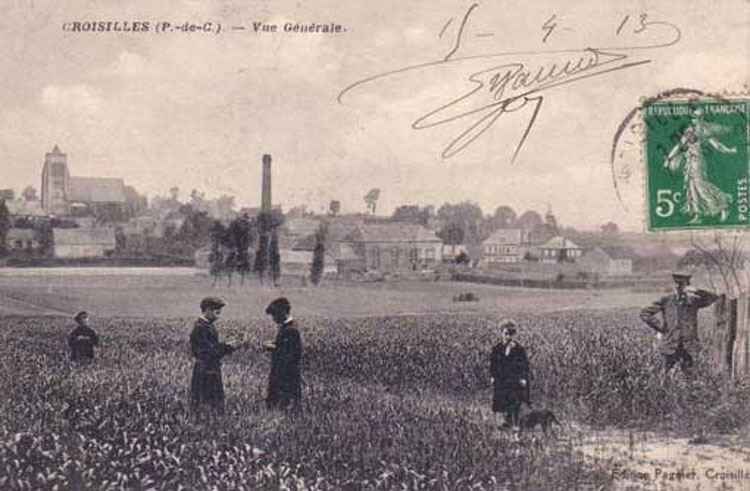
Un panorama du village avant 1914.
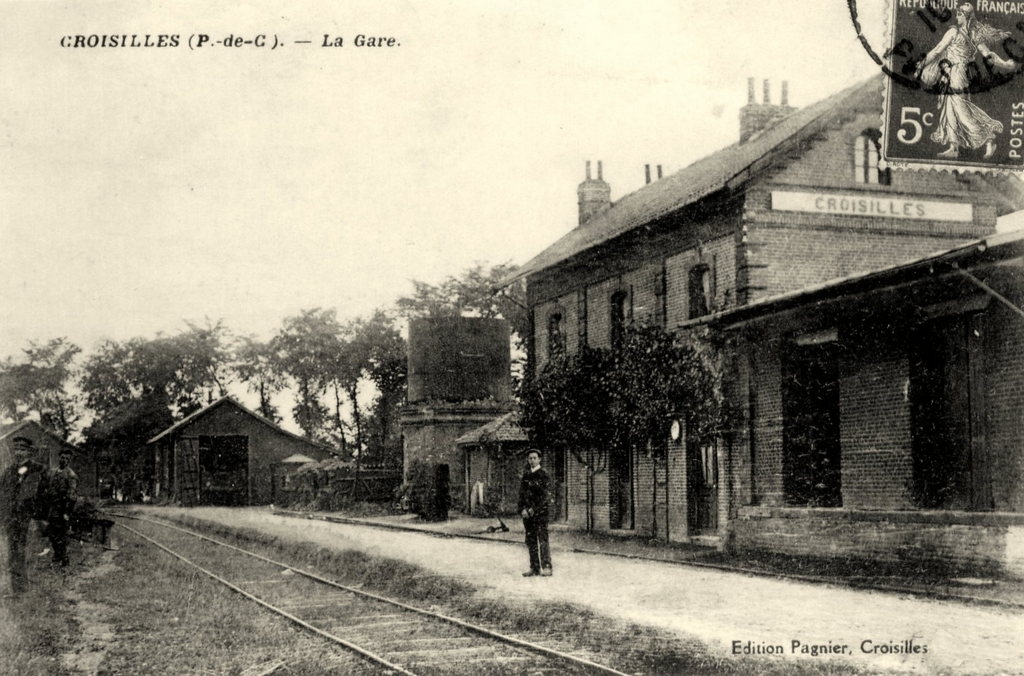
La gare avant 1914.
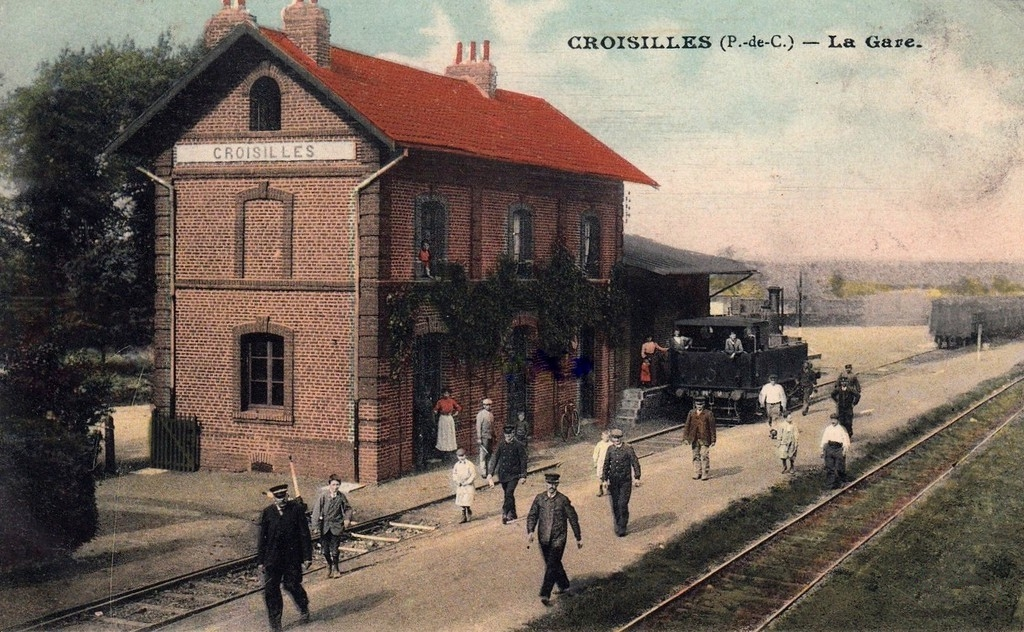
La gare avant 1914.
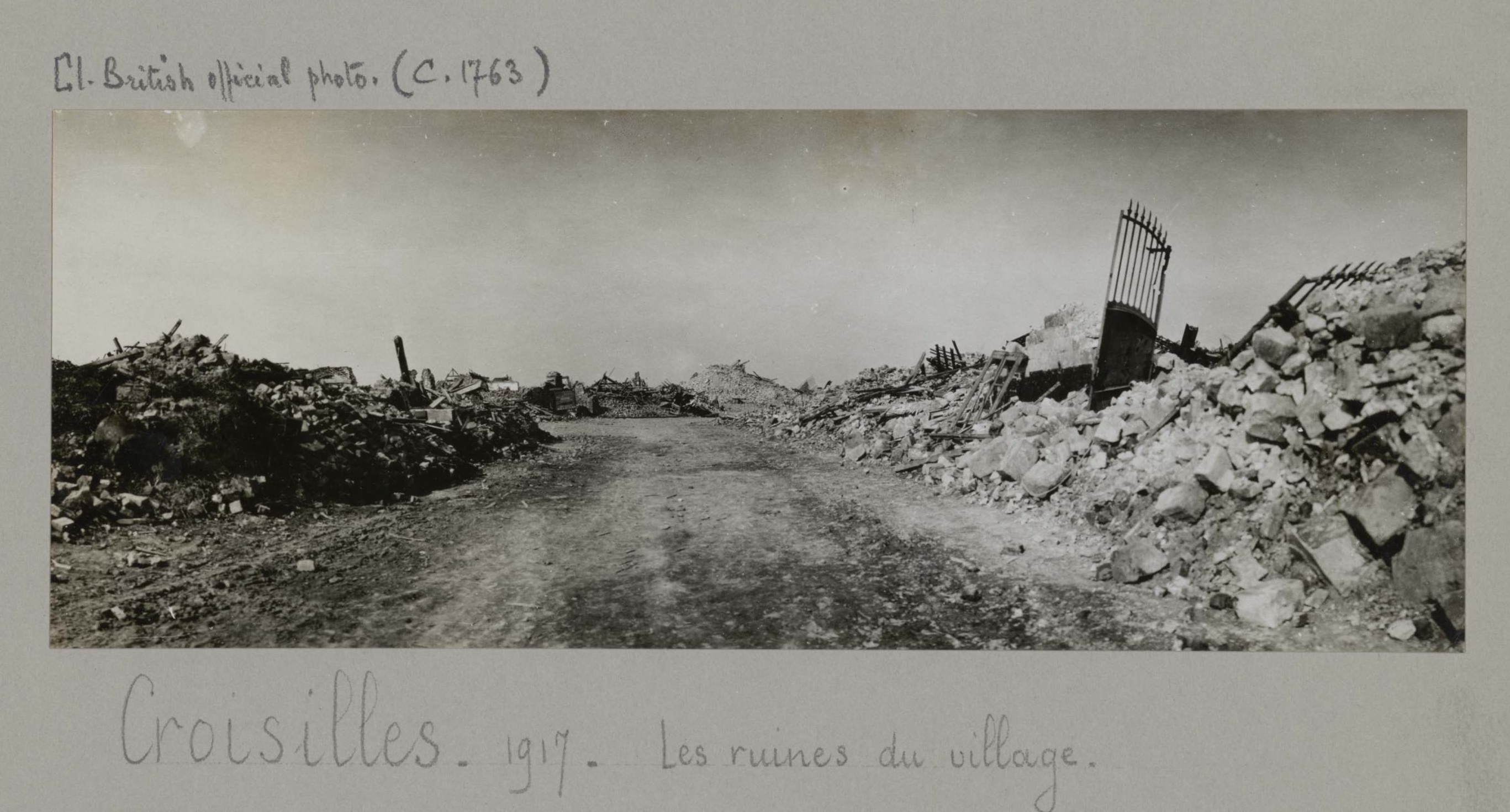
Les ruines du village en 1917.
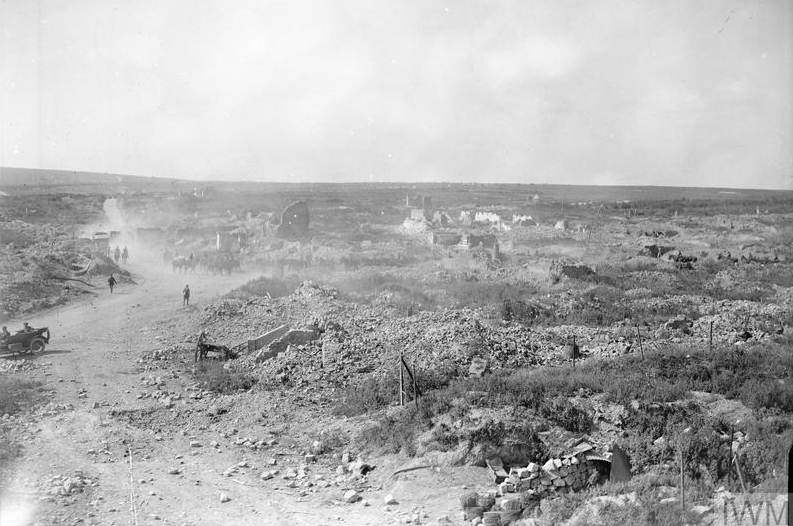
Les ruines du village en 1917.
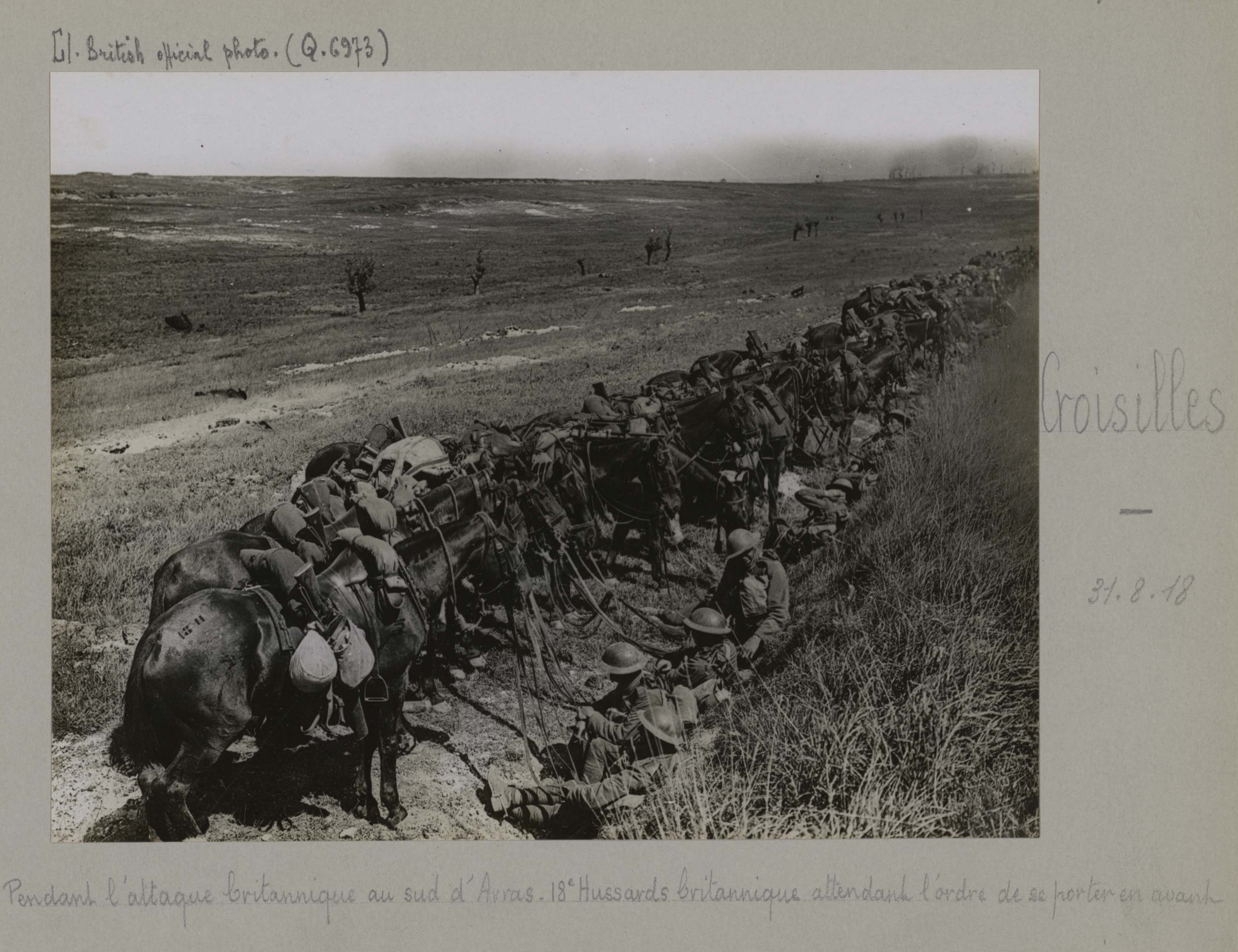
Les troupes britanniques à Croisilles en 1918.
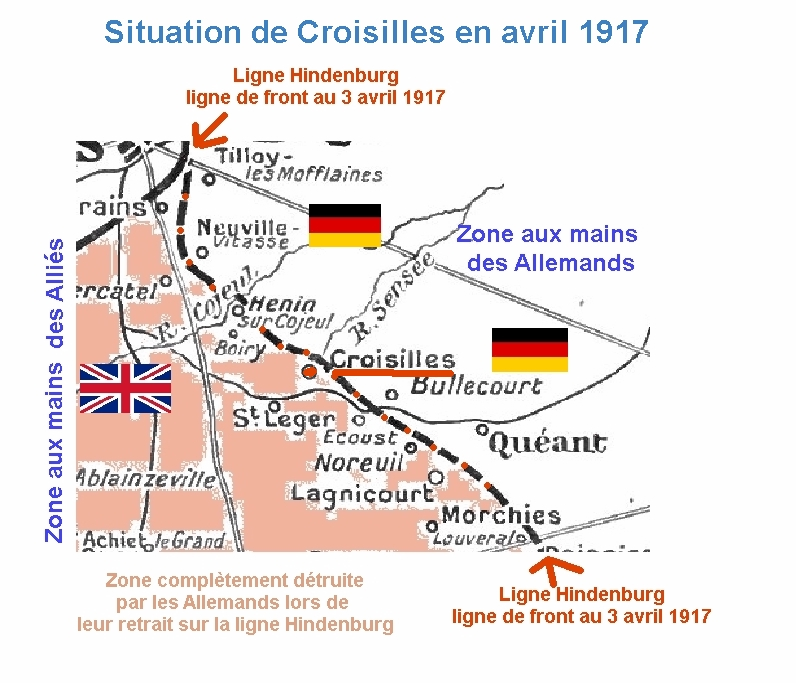
La situation de Croisilles en 1917 tout près de la ligne Hindenburg.
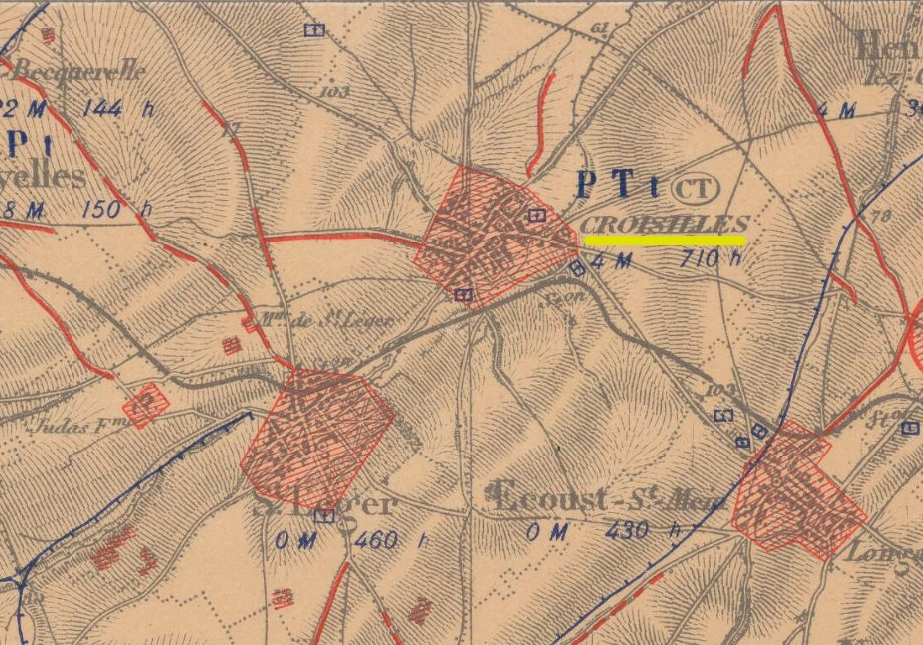
La carte des régions dévastées en 1919 montre que le village est complètement détruit.

À l'issue du conflit, deux cimetières militaires sont érigés. L'un le long de l'ancienne ligne de Boisleux à Marquion, l'autre en haut de la rue Eugène Hornez. 1 178 soldats reposent dans ce cimetière (1 172 de la Première Guerre mondiale auxquels s'ajoutent six aviateurs de la Seconde Guerre mondiale). 647 de ces soldats sont inconnus.

### Seconde Guerre mondiale
La rue Max-Joly porte le nom d'un militaire français (sous-lieutenant) qui défendait une auto-mitrailleuse sur la route de Bullecourt lors de l'évacuation de 1940.
Après le bombardement de la gare d'Arras le 27 avril 1944, beaucoup de matériel ferroviaire est rapatrié à Croisilles.
Dans la nuit du 15 juin au 16 juin 1944, un Avro Lancaster est abattu au-dessus de Croisilles. L’appareil venait de bombarder des voies ferrés du côté de Valenciennes lorsqu’il fut touché. Six des sept aviateurs sont tués. Leurs corps furent inhumés au cimetière militaire aux côtés de 1 172 soldats de la Première Guerre mondiale.
Le 24 septembre 1944, le centre-ville est touché par un missile allemand qui fait plusieurs morts. Des maisons sont détruites, d’énormes dégâts sont constatés et les débris encombrent les rues. Les toitures sont soufflées, les fenêtres arrachées de même que les cadrans de l’horloge de l’église. Sept personnes sont tuées. Un odonyme local (« Rue du 24-Septembre-1944 ») rappelle cet événement.
La commune est décorée de la croix de guerre 1939-1945 le 11 novembre 1948, distinction également attribuée à 29 autres communes du Pas-de-Calais.

## Politique et administration

### Découpage territorial
La commune se trouve dans l'arrondissement d'Arras du département du Pas-de-Calais, depuis 1801.

#### Commune et intercommunalités
La commune est membre de la communauté de communes du Sud-Artois qui regroupe 64 communes et totalise 27 059 habitants en 2021.

#### Circonscriptions administratives
La commune est rattachée au canton de Bapaume.

#### Circonscriptions électorales
Pour l'élection des députés, la commune fait partie de la première circonscription du Pas-de-Calais.

### Élections municipales et communautaires

#### Liste des maires
| Période                                  | Période                      | Identité           | Étiquette | Qualité                                                                      |
| ---------------------------------------- | ---------------------------- | ------------------ | --------- | ---------------------------------------------------------------------------- |
| Les données manquantes sont à compléter. |                              |                    |           |                                                                              |
| 1908                                     | 1925                         | Alexandre Poutrain |           |                                                                              |
|                                          | 1977                         | Albert Desailly    | PS        |                                                                              |
| 1977                                     | 1994                         | Fernand Dumont     |           |                                                                              |
| 1995                                     | En cours (au 9 février 2022) | Gérard Dué         | PS        | Ancien cadre Réélu pour le mandat 2014-2020, Réélu pour le mandat 2020-2026, |

### Jumelages
La commune est jumelée avec :
| Ville | Ville          | Pays | Pays        | Période     |
| ----- | -------------- | ---- | ----------- | ----------- |
|       | Priors Marston |      | Royaume-Uni | depuis 1992 |

## Équipements et services publics

### Espaces publics
La commune fait partie des villages labellisés Village Patrimoine, qui œuvrent à mettre en avant leurs patrimoines matériels et/ou immatériels (historique, culturel, naturel, architectural, etc.).
La commune est labellisée « 2 fleurs » au concours des villes et villages fleuris.

### Enseignement
La commune est située dans l'académie de Lille et dépend, pour les vacances scolaires, de la zone B.
La commune administre une école école élémentaire, en regroupement pédagogique intercommunal (RPI) et une école primaire.

### Postes et télécommunications
En 2010, la commune de Croisilles est récompensée par le label « Ville Internet @@ ».

### Justice, sécurité, secours et défense
La commune dépend du tribunal judiciaire d'Arras, du conseil de prud'hommes d'Arras, de la cour d'appel de Douai, du tribunal de commerce d'Arras, du tribunal administratif de Lille, de la cour administrative d'appel de Douai, du pôle nationalité du tribunal judiciaire d’Arras et du tribunal pour enfants d'Arras.

## Population et société

### Démographie
Les habitants sont appelés les Croisillois.

#### Évolution démographique
L'évolution du nombre d'habitants est connue à travers les recensements de la population effectués dans la commune depuis 1793. Pour les communes de moins de 10 000 habitants, une enquête de recensement portant sur toute la population est réalisée tous les cinq ans, les populations de référence des années intermédiaires étant quant à elles estimées par interpolation ou extrapolation. Pour la commune, le premier recensement exhaustif entrant dans le cadre du nouveau dispositif a été réalisé en 2004.

En 2022, la commune comptait 1 929 habitants, en évolution de +1,05 % par rapport à 2016 (Pas-de-Calais : −0,72 %, France hors Mayotte : +2,11 %).
| 1793 | 1800 | 1806  | 1821  | 1831  | 1836  | 1841  | 1846  | 1851  |
| ---- | ---- | ----- | ----- | ----- | ----- | ----- | ----- | ----- |
| 949  | 803  | 1 307 | 1 082 | 1 241 | 1 297 | 1 366 | 1 391 | 1 350 |

| 1856  | 1861  | 1866  | 1872  | 1876  | 1881  | 1886  | 1891  | 1896  |
| ----- | ----- | ----- | ----- | ----- | ----- | ----- | ----- | ----- |
| 1 388 | 1 511 | 1 537 | 1 580 | 1 537 | 1 544 | 1 508 | 1 547 | 1 555 |

| 1901  | 1906  | 1911  | 1921 | 1926 | 1931 | 1936 | 1946 | 1954 |
| ----- | ----- | ----- | ---- | ---- | ---- | ---- | ---- | ---- |
| 1 366 | 1 362 | 1 271 | 782  | 907  | 853  | 815  | 716  | 703  |

| 1962 | 1968 | 1975 | 1982  | 1990  | 1999  | 2004  | 2006  | 2009  |
| ---- | ---- | ---- | ----- | ----- | ----- | ----- | ----- | ----- |
| 722  | 711  | 825  | 1 062 | 1 180 | 1 165 | 1 173 | 1 242 | 1 378 |

| 2014  | 2019  | 2022  | - | - | - | - | - | - |
| ----- | ----- | ----- | - | - | - | - | - | - |
| 1 789 | 1 970 | 1 929 | - | - | - | - | - | - |

#### Pyramide des âges
La population de la commune est relativement jeune.
En 2018, le taux de personnes d'un âge inférieur à 30 ans s'élève à 39,3 %, soit au-dessus de la moyenne départementale (36,7 %). À l'inverse, le taux de personnes d'âge supérieur à 60 ans est de 22,9 % la même année, alors qu'il est de 24,9 % au niveau départemental.
En 2018, la commune comptait 983 hommes pour 967 femmes, soit un taux de 50,41 % d'hommes, légèrement supérieur au taux départemental (48,5 %).
Les pyramides des âges de la commune et du département s'établissent comme suit.
| Hommes | Classe d’âge | Femmes |
| ------ | ------------ | ------ |
| 0,8    | 90 ou +      | 3,5    |
| 4,2    | 75-89 ans    | 9,0    |
| 13,6   | 60-74 ans    | 14,8   |
| 16,3   | 45-59 ans    | 17,5   |
| 21,7   | 30-44 ans    | 20,0   |
| 18,9   | 15-29 ans    | 15,6   |
| 24,5   | 0-14 ans     | 19,5   |

| Hommes | Classe d’âge | Femmes |
| ------ | ------------ | ------ |
| 0,5    | 90 ou +      | 1,6    |
| 5,6    | 75-89 ans    | 8,9    |
| 16,7   | 60-74 ans    | 18,1   |
| 20,2   | 45-59 ans    | 19,2   |
| 18,9   | 30-44 ans    | 18,1   |
| 18,2   | 15-29 ans    | 16,2   |
| 19,9   | 0-14 ans     | 17,9   |

### Sports et loisirs
Des sentiers de promenades sont aménagés autour de la commune, ils empruntent le tracé de l'ancienne ligne de Boisleux à Marquion.

## Culture locale et patrimoine

### Lieux et monuments

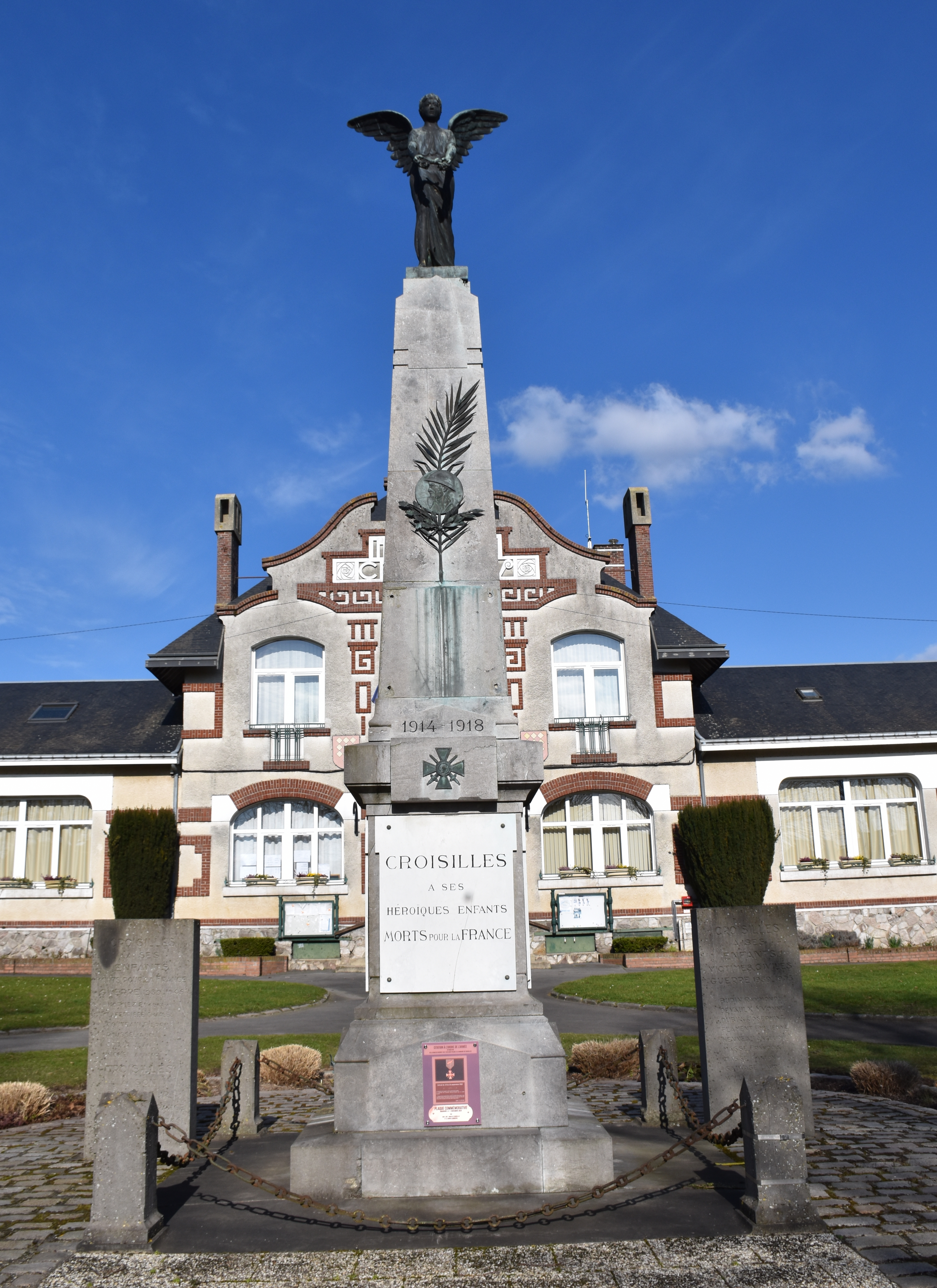
Le monument aux morts.

- La halle aux marchandises, le seul bâtiment qui subsiste de la gare de Croisilles de l'ancienne ligne de Boisleux à Marquion.
- L'église Saint-Martin.
- Le monument aux morts[44].
- Les trois cimetières militaires britanniques implantés sur le territoire de la commune :
  - Croisilles British Cemetery
  - Croisilles Railway Cemetery
  - Summit Trench Cemetery

### Personnalités liées à la commune
- François Vasse (1907-1974), international français de football, né dans la commune.

### Héraldique
| Blason de Croisilles (Pas-de-Calais) | Blason  | De gueules à dix losanges aboutées et accolées d'or ordonnés 3, 3, 3 et 1. Ornements extérieursCroix de guerre 1914-1918 |
| Blason de Croisilles (Pas-de-Calais) | Détails | Le statut officiel du blason reste à déterminer.                                                                         |

## Pour approfondir

#### Bases de données, dictionnaires et encyclopédies
- Ressources relatives à la géographie :   - Insee (communes)
  - Ldh/EHESS/Cassini
- Ressource relative à plusieurs domaines :   - Annuaire du service public français
- Notices d'autorité :   - VIAF
  - BnF (données)
  - IdRef
  - LCCN
  - Israël
  - WorldCat